# Operación Barkhane
La operación Barkhane fue una operación llevada a cabo en el Sahel por las Fuerzas Armadas Francesas y las fuerzas armadas de los países aliados locales de la región africana del Sahel, que supuestamente lucharon contra el terrorismo y contra grupos insurgentes en la región del Sahel. Lanzada en 1 de agosto de 2014, fue continuación de la precedente Operación Serval y la Operación Epervier.
Fue parte de una estrategia de las fuerzas de pre-posicionado en la región.
Desde el 1 de agosto de 2017 el mando de la Operación Barkhane estuvo en manos del General de división Bruno Guibert y el representante de la Operación Barkhane en Malí es desde 2016 el coronel Jean-Bruno Despouys.
Para mediados del año 2019 los grupos yihadistas y agrupaciones insurgentes han ido disminuido terreno de manera general, pero también han ido aumentando su influencia y ganando terreno entre las regiones fronterizas de Mali, Burkina Faso, Níger y Benín (este último país no pertenece a la operación Barkhane pero es afectado también por la influencia terrorista). Aun así los ataques también aumentaron contra civiles y contra las fuerzas locales del Sahel, las fuerzas de pacificación de las Naciones Unidas y también, aunque en menor medida, contra las fuerzas francesas.
En octubre de 2019, la ministra de Defensa de Francia Florence Parly anunció el lanzamiento de una nueva operación europea en la zona denominada operación Takuba, que dio comienzo su despliegue y puesta en marcha en julio de 2020.
El febrero de 2022, Francia y sus aliados anuncian oficialmente la decisión de retirar las tropas de Malí y meses después, en agosto del mismo año Francia completa su retirada de Mali.
El 8 de noviembre de 2022, el presidente francés, Emmanuel Macron, anunció el fin oficial de la Operación Barkhane en el Sahel, quedando por un tiempo limitado una cantidad de tropas francesas, solo en colaboración con sus socios africanos.

## Contexto
Tras las operaciones Serval y Épervier, el ejército francés continúa desarrollando la lucha antiterrorista en la región del Sahel con la Operación Barkhane. El 14 de julio de 2014 el ministro de Defensa francés Jean-Yves Le Drian anuncia que esta operación se realiza con la colaboración de los cinco países de la zona del Sahel (Mauritania, Malí, Burkina Faso, Níger y Chad) miembros del G5 del Sahel.
El puesto de mando interejércitos está basado en Yamena, en Chad. La operación moviliza cerca de 3000 militares.
El 16 de julio Bah N'Daw ministro maliense de Defensa y su homólogo francés firman un acuerdo de defensa franco-maliense en Bamako. Según el ministro francés este acuerdo "identifica los principales ejes de cooperación de defensa: intercambio de informaciones y consulta regular sobre los problemas de seguridad, formación, consejo, entrenamiento y equipamiento."

## Fuerzas sobre el terreno

### Ejército francés
Al inicio de la operación Barkhane se implican los siguientes efectivos: 3000 militares, 200 blindados, 4 drones, 6 aviones de combate, una decena de aviones de transporte y una veintena de helicópteros.
Mandos de la Operación Barkhane:
- General de división Jean-Pierre Palasset, del 1 de agosto de 2014 al 31 de julio de 2015 apoyado por el coronel Denis Mistral.
- General de división Patrick Brethous, del 1 de agosto de 2015 al 31 de julio de 2016
- General de división Xavier de Woillemont, del 1 de agosto de 2016 al 31 de julio de 2017
- General de división Bruno Guibert del 1 de agosto de 2017[64]

Representante del mando de la fuerza Barkhane en Malí: 
- General de brigada Francois de Lapresle, del 1 de agosto de 2014 al 1 de enero de 2015 ;
- General de brigada Jean-François Lafont-Rapnouil, desde el 1 de enero de 2016[73] hasta junio de 2016.[74]
- Coronel Jean-Bruno Despouys desde junio de 2016

El presupuesto de la operación Barkhane es de 600 millones de euros para por año.

## Bases del ejército francés

### Bases principales
- Yamena (Chad), base del estado mayor de las fueras aéreas[76]
- Niamey (Níger), base de un polo de información[76]
- Gao (Malí), base de un GTIA (Agrupación Táctica de armas combinadas) de 1 000 soldados
- Uagadugú (Burkina Faso), base de las fuerzas especiales del COS (Comando de operaciones especiales).[76]

### Bases operaciones avanzadas
Además de las bases principales se han instalado tres bases de operaciones avanzadas, cada una acoge unidades de 30 a 50 hombres susceptibles de poder desarrollar una operación.
- Tessalit (Mali)
- Fuerte de Madama (Níger)
- Faya-Largeau (Chad)

### Bases de retaguardia
- Dakar, Elementos franceses en Senegal
- Abiyán, Fuerzas francesas en Costa de Marfil
- Libreville, Fuerzas francesas en Gabón

## Desarrollo de las operaciones militares

### 2014

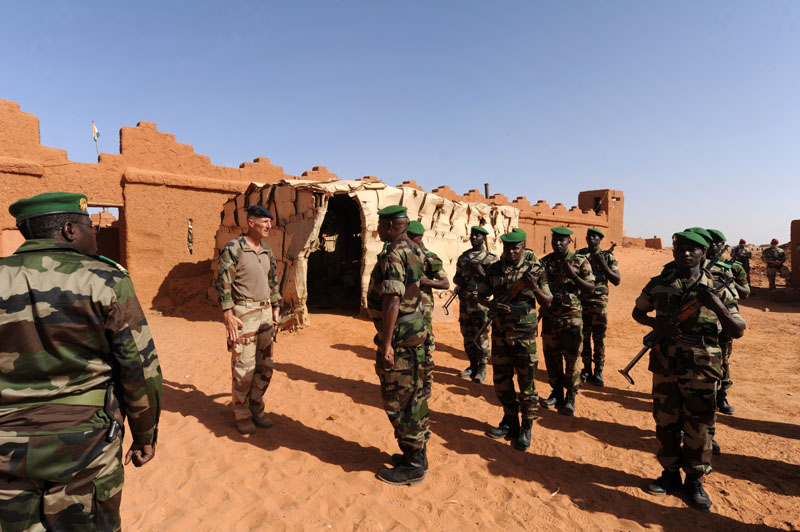
Visita del general de división Jean-Pierre Palasset al fuerte de Madama 12 de noviembre de 2014

La operación comenzó el 1 de agosto de 2014 
10 de agosto de 2014, tres o cuatro hombres de AQMI son arrestados por soldados franceses en Tin Adar cerca de Tombuctú. El mismo día la aviación francesa bombardea a los yihadistas en la región de Essakane, cerca de Tombuctú.
En la noche del 9 al 10 de octubre un convoi de AQMI que transportaba armas de Libia hacia Malí es interceptado por los franceses de Níger. Se destruyen tres toneladas de armamento, 13 yihadistas mueren y otros dos son hechos prisioneros.
En la noche del 17 de octubre, en una operación en Kidal los franceses arrestan a tres personas sospechosas de estar implicadas en un ataque de mortero que provocó un muerto y dos heridos entre los cascos azules senegaleses.
En la noche del 28 al 29 de octubre los franceses atacan un campamento de una treintena de yihadistas en el valle de Ametettaï, cerca de Adrar Tigharghar, mueren 24 yihadistas y un soldado francés.
El 29 de noviembre muere un militar francés de las fuerzas especiales en un accidente de helicóptero durante el curso de un vuelo de entrenamiento en Burkina Faso.
Finales de noviembre acción de la aviación francesas en Adrar Tigharghar que destruyen cuatro escondites de los grupos yihadistas.
En la noche del 10 al 11 de diciembre de 2014 el ejército francés ataca a un grupo de yihadistas cerca de Abeïbara.

### 2015
Desde el 14 de febrero de 2015 una fuerza conjunta liderada por Nigeria y Chad ha logrado desalojar a Boko Haram de más de 60 localidades que controlaba en su intento de establecer un califato islámico en el noreste de Nigeria.
El 27 de abril de 2015 las milicias pro gubernamentales tomaron la ciudad maliense de Menaka, cerca de la frontera con Níger, y el 29 del mismo dos soldados y un civil murieron en un ataque rebelde en Goundam, entre Tombuctú y Lere. Para el 30 de abril cinco soldados del ejército de Malí fueron abatidos por los terroristas, además de atacar una docena de vehículos militares, seis de ellos equipados con ametralladoras.
El 30 de abril de 2015 19 personas murieron y otras 22 han resultado heridas en los enfrentamientos entre el Ejército y los independentistas tuaregs que desde el día anterior intentan hacerse con el control de la ciudad de Léré, en el noroeste del país. de la cifra total, 9 son soldados malienses y 16 soldados resultaron heridos y 6 soldados fueron tomados prisioneros, mientras que el restante de los muertos son rebeldes tuaregs, además tres vehículos han sido completamente destruidos y se han incautado armas y municiones.
Finalmente la ciudad no logró ser tomada por los tuaregs.
El 2 de mayo de 2015 rebeldes tuareg atacaron al Ejército maliense en el norte de Malí. Rebeldes tuareg han atacado varias posiciones del Ejército de Malí en la localidad de Dire, en el norte del país africano, según han informado fuentes de los combatientes separatistas y residentes locales.
El 14 de mayo de 2015 las tropas francesas han matado a tres hombres armados que iban a bordo de un convoy cargado con drogas y armas pesadas en el norte de Níger, esto ocurrió cerca de la frontera con Libia que intentaron atravesar por la fuerza un control de seguridad instalado por fuerzas francesas y nigerianas respondiendo con armas de fuego. tres de ellos resultaron muertos y los demás fueron entregados a las autoridades nigerianas. Al concluir el enfrentamiento, se registraron las dos camionetas y se hallaron un cargamento de 1,5 toneladas de drogas y armas pesadas, incluidas ametralladoras.
Francia ha instalado una base militar en Madama, en el norte de Níger, para controlar el Paso de Salvador, una de las rutas más frecuentes de los narcotraficantes que se dirigen desde el sur de Libia al norte de Malí.
En la noche del 17 al 18 de mayo de 2015 las tropas francesas mataron a dos líderes yijadistas en una operación terrorista en el norte de Malí, según informó el Ministerio de Defensa en un comunicado. En el curso de los combates las fuerzas especiales galas acabaron con «cuatro terroristas», entre ellos «Amada Ag Hama, alias Abdelkrim el Tuareg e Ibrahim Ag Inawalen, Bana, dos de los principales jefes de Al Qaeda en el Magreb Islámico (AQMI) y Ansar Dine». Francia ha destacado esta operación, después de la llevada a cabo contra Ahmed El Tilemsi, uno de los responsables del Movimiento de Unidad para la Yijad en África Occidental (MUYAO).
El 7 de julio de 2015 en Malí, el yijadista Wadoussène ag Mohamed Ali fue asesinado durante una operación de las fuerzas especiales francesas al norte de Kidal. El hombre había sido puesto en libertad hace unos meses a cambio de rehén francés Serge Lazarevic. En la operación resultaron heridos dos soldados franceses y dos terroristas fueron capturados.
El 2 de septiembre de 2016 fuerzas yihadistas entraron en la ciudad de Boni atacando los edificios del Gobierno y forzando la huida del Ejército.

#### Asalto al hotel Radisson Blu
El 20 de noviembre de 2015 un comando de 10 yihadistas penetro en el hotel Radisson Blu de la capital de Malí tomando 170 rehenes, la mayoría clientes extranjeros, 140 clientes y 30 empleados, según el grupo hotelero Rezidor, propietario del Radisson. Entre los secuestrados se encontraron ciudadanos franceses, belgas, turcos y chinos. Finalmente la toma del hotel con rehenes terminó al atardecer con el saldo de al menos 27 rehenes muertos y al menos tres terroristas abatidos.

### 2016
A finales de febrero de 2016 el ejército francés desarrolla una operación cerca de los pozos de al-Zuraybah a 180 kilómetros al norte de Tombuctú en Malí y matan a dos yihadistas: Abou Nur al Andalousi, conocido como "el español", un jefe del AQMI en el seno de la katiba al-Furqan, y un yihadista egipcio llamado Marwan al-Masri. Otro ataque, esta vez en el norte de Gao, tiene como objetivo al yihadista saudí Abu Dujana al Qasimi, portavoz de Al Murabitoun. Algunos yihadistas mueren pero él sobrevive al ataque.
3 de marzo de 2016, según Sahara Medias cinco yihadistas habrían muerto en una operación de los franceses cerca de Boghassa.
El 21 de marzo de 2016 un tiroteo y al menos una explosión se produjeron cerca del hotel Nord Sud en Bamako, capital de Malí donde residen instructores militares de la Misión de Formación de la Unión Europea en el país. Allí un atacante murió y otro está se atrincheró, aparentemente no hay heridos en el contingente francés según el periódico L’Express.
12 de abril de 2016 un blindado salta sobre una mina cerca de Tessalit, muere un soldado francés y otros tres resultan heridos, dos de ellos mortalmente. El ataque está reivindicado por Ansar Dine.
Finales de mayo, el ejército francés desarrolla operaciones en las regiones de Kidal y Gao. en un comunicado publicado el 4 de junio el AQMI reconoce la muerte de cuatro de sus hombres en combates contra los franceses a finales de mayo.
El 19 de julio de 2016 hombres armados mataron a 17 soldados e hirieron a 35 más durante un ataque perpetrado contra un campo militar en la región central de Malí en Nampala. Dos grupos distintos se han responsabilizado del atentado pero el Frente de Liberación de Macina, que se dice que tiene vínculos con Al Qaeda en el Magreb Islámico, se responsabilizó del atentado en redes sociales.
El 10 de octubre de 2016 seis soldados franceses fueron heridos debido al estallido de un artefacto improvisado al paso de su convoy en la cual dos vehículos resultaron dañados. Por otra parte, un día después, soldados de las fuerzas suecas miembros de la MINUSMA fueron objeto de un ataque suicida de manos de yihadistas sin resultar ningún soldado sueco afectado.
4 de noviembre de 2016, un soldado francés resulta herido mortalmente cerca de Abeïbara por la explosión de una mina reivindicada por Ansar Dine.
30 de noviembre de 2016 un niño tuareg de 10 años llamado Issouf Ag Mohamed muere por los disparos desde un helicóptero francés a 60 kilómetros de Tessalit. Su cuerpo es discretamente enterrado por los militares franceses. Acusados por testigos, el ejército francés reconoce su responsabilidad el 14 de enero de 2017 y afirma que el niño formaba parte de una red de vigilantes que ayudaba a los grupos yihadistas. Por el contrario, para la revista Jeune Afrique el niño estaba cumpliendo el encargo de sus padres de reunir a los asnos para ir a buscar agua.

### 2017
Un atentado contra un cuartel maliense en la ciudad maliense de Gao se saldó con al menos 77 soldados malienses muertos y miembros de milicias firmantes del acuerdo de paz.

#### Ataque a base militar maliense de Gourma Rharous en Tombuctú
El 19 de abril de 2017 un ataque yihadista tuvo lugar en Gourma Rharous en la región de Tombuctú asesinando al menos cuatro soldados malienses muertos y dejando dieciséis soldados heridos. Luego de la matanza de soldados malienses por parte de yihadistas las fuerzas francesas persiguieron a los atacantes varios kilómetros y lograron capturarlos.
El 1 de junio de 2017 entre cinco y siete soldados franceses resultaron heridos como producto de ataque con morteros en un ataque contra el complejo de la misión de la ONU (MINUSMA) en Tombuctú, Mali, anunció el Estado Mayor francés. La mayoría de los proyectiles de mortero estallaron en el campamento, pero terminaron su curso en los terrenos de la base. Estos actos fueron reivindicados por un grupo terrorista afín a la red Al Qaeda en el Sahel.

#### Emboscada del ISIS contra fuerzas especiales estadounidenses y soldados nigerinos
El 4 de octubre de 2017 mientras una unidad de 11 soldados de fuerzas especiales Boinas Verdes estadounidenses y 30 saldados nigerinos regresaban de una ciudad de Níger (en las afueras de la aldea Tongo Tongo) cercana a la frontera con Malí fueron atacados por decenas de combatientes extremistas pertenecientes a la agrupación Estado Islámico con sede allí en Níger. El ataque se saldo con la muerte de 4 soldados Boinas Verdes y 4 soldados nigerinos, además de 2 Boinas Verdes heridos y 8 soldados nigerinos heridos. La emboscada ha sido señalada como la mayor pérdida de vidas de estadounidenses en combate en África desde el la batalla de Mogadiscio de 1993 en Somalia.

### 2019

#### Aumento del área de influencia de los grupos yihadistas en una parte del Sahel y operación de rescate de rehenes
Para mediados del año 2019 los grupos yihadistas han ido disminuido terreno, pero también han ido aumentando su influencia y ganando terreno entre las regiones de Mali, Burkina Faso, Níger y Benín (este último país no pertenece a la operación Barkhane pero es afectado también por la influencia terrorista). En mayo de dicho año yihadistas secuestraron a cuatro turistas extranjeros en Benín (entre ellos dos franceses y una coreana y una estadounidense) y fueron llevados a una zona de Burkina Faso y su guía fue encontrado muerto después de un paseo de turismo con los turistas. Las fuerzas francesas fueron avisadas para llevar a cabo el rescate, pero durante la operación en el intercambio de disparos contra los terroristas (en la cual cuatro de estos últimos resultaron abatidos), dos efectivos del grupo comando francés de la Marina Francesa llamado Hubert fueron asesinados, aunque lograron liberar a los rehenes secuestrados. Póstumamente estos dos comandos franceses asesinados fueron homenajeados por el Presidente francés Emmanuel Macron.

#### Accidente de dos helicópteros franceses en misión de combate
El 25 de noviembre de 2019 trece militares franceses de la fuerza Barkhane murieron en Mali en la región de Liptako en una colisión accidental de dos helicópteros durante una operación de combate contra yihadistas. Se trata de la pérdida más grande de tropas sufrida por el país desde el inicio de sus operaciones en el país africano en 2013 y la peor en misión extranjera desde el atentado contra los cuarteles en Beirut en 1983 donde yihadistas asesinaron a 58 paracaidistas franceses.

### 2020

#### Ofensivas y controles en el área de las fronteras de Níger, Mali y Burkina Faso
El 13 de enero de 2020, el presidente francés Emmanuel Macron y los líderes de los estados del G5-Sahel anunciaron una nueva Coalición para el Sahel que vería una mayor coordinación entre las fuerzas francesas y locales  centradas en la zona trifronteriza con el objetivo de atacar al ISIS como una prioridad. La nueva Coalición Sahel unió a las fuerzas de Barkhane y G5-Sahel operando bajo un comando conjunto.

##### Operación Monclar
El 27 de marzo del mismo año se llevó a cabo la Operación Monclar de parte de fuerzas de Francia, Níger y Mali contra el yihadismo y tuvo un resultado exitoso. La operación tuvo una duración de casi tres semanas de operación, estas fuerzas neutralizaron a un gran número de terroristas. Además, se incautó o destruyó una gran cantidad de activos y material de guerra de todo tipo. Por su parte, el CF-G5S y las fuerzas armadas de los países socios, que operaban de manera completamente autónoma y en coordinación con Barkhane, también asestaron golpes a los terroristas.

#### Retirada parcial de fuerzas extranjeras debido al Coronavirus
A principios de abril de 2020 algunas de las fuerzas extranjeras españolas y francesas decidieron retirarse de la zona del Sahel (dejando una parte de sus tropas en el territorio) en el marco de la Operación Barkhane debido al brote de coronavirus que azota a Mali y al Sahel en esta misión. La Misión EUTM-Mali decidió paralizar sus entrenamientos debido a que se vio afectada por los brotes de COVID-19 en soldados franceses y españoles en la que a varios de ellos decidieron repatriarlos.

#### Petición de Al Qaeda de retirada extranjera
El 10 de abril de 2020 la rama de Al Qaeda en Malí pidió a Francia que haga "como España" y "retire" sus tropas del país. Asimismo, pidió al Gobierno de Malí que rompa su alianza con Francia e inicie unas conversaciones de paz con el grupo yihadista para poner fin al conflicto en el país africano. Por otra parte los ataques a las fuerzas gubernamentales malienses continuaron, dejando saldo de decenas de víctimas mortales

#### Asesinato de Abdelmalek Droukdel y avance de las fuerzas antiyihadistas
A principios junio de 2020, fuerzas especiales francesas llevaron a cabo el asesinato del jefe de Al-Qaeda en el Magreb Islámico (AQMI), Abdelmalek Droukdel, considerado uno de los máximos líderes del yihadismo en el Sahel y para Francia, su asesinato, uno de sus máximos logros en la lucha que lleva en el extenso territorio desde el comienzo de esta operación en 2014 y desde su inicio desde 2013 con la operación Serval que comenzó en Mali.
Por otra parte las tropas francesas han cosechado en los últimos meses éxitos (en el Sahel que suscitan en París un optimismo prudente) hasta junio de 2020, la fuerza antiyihadista francesa "Barkhane", que cuenta con unos 5.100 hombres, y los ejércitos de la región, están doblegando a los grupos armados que habían tomado ventaja en 2019 multiplicando ataques contra las bases militares malienses y nigerinas.

#### Golpe de Estado en Mali y paralización temporal de la misión extranjera
El 18 de agosto de 2020 militares malienses encabezados por una junta militar, llevaron a cabo un Golpe de Estado y depusieron al Presidente de Mali Ibrahim Boubacar Keïta, supuestamente debido a causas como falta de estabilidad institucional y otras causas, asumiendo así el control temporal una junta militar, debido a ello Mali cerró sus fronteras y aumentó la incertidumbre sobre el aumento de la violencia yihadista, y las fuerzas de la Operación Barkhane (entre ellas la EUTM) decidieron paralizar la operación temporalmente.

### 2021

#### Nueva paralización temporal de la misión debido a un nuevo Golpe de Estado
A principios de junio de 2021, Francia decidió parar la misión extranjera en Mali debido a un segundo golpe de Estado, luego de que en agosto de 2020 un golpe de Estado destituyera el presidente Ibrahim Boubacar Keita, en esta ocasión de este segundo golpe ocurrido en mayo de 2021, el exvicepresidente Assimi Goita asumió el mando y despojo del cargo al presidente Bah Ndaw, y al primer ministro, Moctar Ouane debido al descontento de los militares, por la composición de un gobierno decidido después de un movimiento de protesta cada vez más importante, detuvieron al presidente y al primer ministro y los llevaron a un campo militar de Kati, cerca de Bamako, los liberaron un corto tiempo después pero Francia amenazó con no continuar la misión hasta que el nuevo gobierno asegurase garantías de no pasar a ser un Estado yihadista y se comprometa con la misión.

#### Comienzo de la retirada francesa e influencia rusa en la región
En junio el presidente francés Emmanuel Macron, anuncio el repliegue de tropas francesas de bases militares del Sahel africano a cerca de 2500 soldados, para principios de septiembre, soldados franceses comenzaron a retirarse. Con esto Francia pretende cambiar su estrategia y lograr reforzar más la región con fuerzas europeas.  
Pero esto no es solo el problema ya Francia a través de su Ministra de Defensa Florence Parly, expreso a Mali que cancelara la misión militar si da cabida a las fuerzas contratistas rusas.

#### Asesinato de Abu Walid al Sahraoui
En septiembre el líder yihadista perteneciente al EIGS,  Abu Walid al Sahraoui, fue asesinado por fuerzas francesas, este fue uno de los líderes yihadistas más buscados en la región y fue responsable de haber asesinado a trabajadores humanitarios franceses, civiles de la región, fuerzas locales y fuerzas internacionales como la estadounidense en una emboscada en la que cuatro soldados norteamericanos fueron asesinados.

#### Protestas contra Francia y gobiernos del Sahel por supuesta ineficacia contra el yihadismo
En noviembre ciudadanos protestaron en algunas ciudades que abarca el Sahel africano contra la denominada operación Barkhane debido, según ellos, a la falta de eficacia que la operación liderada por Francia esta teniendo. 
Estas manifestaciones ocurrieron en Níger cuando un convoy de 90 vehículos franceses fue detenido por manifestantes. El convoy tuvo que ser trasladado a Burkina Faso.
Una semana después, el convoy consiguió finalmente abandonar Burkina Faso, donde permaneció más de una semana retenido por protestas similares contra el Gobierno de Burkina Faso y la coalición militar liderada por Francia, con la intención de tomar la ruta hacia Gao, en el este de Malí, donde Francia tiene presencia militar.

### 2022

#### Acuerdo para la retirada de Mali y continuación de la misión en otros países del Sahel
Desde enero de 2022 Francia experimento problemas con la junta militar maliense debido a según la junta la ineficacia de Francia y sus aliados europeos de eliminar a los grupos terroristas y por parte de Francia por aceptar la presencia de contratistas rusos del grupo Wagner. Bamako decidió expulsar al embajador de Francia y a las fuerzas danesas en el país. Esto se suma a la negativa del gobierno maliense de llevar a cabo elecciones democráticas en el país, la cual molestó a París. Debido a estas incomodidades, Francia y sus socios europeos llevaron a cabo diálogos para analizar la continuidad o no de la misión en el Sahel.
Sin embargo, en febrero de 2022, para el presidente Emmanuel Macron la misión no puede continuar debido a que no se reúnen los condicionamientos que Francia le pidió al gobierno de Mali y debido a las malas relaciones de la junta gobernante y la presencia rusa en la región del grupo Wagner (según Francia), es por ello que el presidente francés Emmanuel Macron tomó la decisión de retirar los efectivos militares franceses en conjunto con sus socios europeos, estadounidenses y canadienses de manera coordinada en un plazo de cuatro o seis meses, a este proceso de retirada el presidente francés se negó a calificarla  de "fracaso".

#### Fin de la fuerza Takuba y retirada de dichas fuerzas integrantes
A fines de junio las naciones europeas pusieron fin a la operación Takuba donde sus efectivos de élite sirvieron bajo esta fuerza durante 2 años de operación en Mali, retirándose así días después sus soldados del terreno. Cerca de 900 efectivos de dichas naciones europeas culminaron su misión en Mali debido, entre otras cuestiones, al desacuerdo que el gobierno maliense mantenía con los gobiernos europeos, incluida la nación que lideraba la operación, Francia.

#### Retirada total de las tropas francesas de Mali
El 15 de agosto, las fuerzas francesas se retiraron de la última base que quedaba en su dominio, se trata de la base de Gao. De esta manera Francia puso fin a su misión militar en Mali para continuarla en el resto de los países del Sahel (con sus países socios africanos), como Níger como base de operaciones.

#### Golpe de Estado en Burkina Faso y ataque a embajada francesa
A fines de septiembre un golpe de Estado en Burkina Faso derrocó al líder de la junta militar en el poder, el Teniente Coronel Paul-Henri Sandaogo Damiba, como reacción contra el gobierno local, asumiendo así el capitán del Ejército Ibrahim Traoré. Este golpe de Estado se llevó a cabo debido a que, según la junta, la amenaza yihadista se expande en el país y las fuerzas burkinesas tienen que enfrentar solas a esta amenaza yihadista que se acrecienta cada vez más sin ayuda de Francia.
Por ello manifestantes atacaron la embajada de Francia, mientras que el expresidente derrocado se mantuvo refugiado bajo custodia de las fuerzas francesas. Al mismo tiempo se produce un aumento de la influencia rusa en el país.

### Ataque al campo de refugiados malienses en Níger
22 soldados nigerinos fueron asesinados durante un ataque por sorpresa de 40 yihadistas bien armados en la localidad nigerina de Tazalit, los terroristas se dieron a la fuga luego del ataque.

## Otras acciones militares

### Operación Panga y operación Bayard
Desplegado en el corazón del teatro Sahel, las fuerzas francesas condujeron la operación Bayard el 29 y 30 de abril de 2017. Esta misión se llevó a cabo en la frontera entre Malí y Burkina Faso, en el bosque de Foulsaré. Así el 29 de abril, aviones Mirage 2000 llevaron a cabo ataques en las áreas identificadas mientras que dos helicópteros de ataque Tigre también participaron en la operación, con la misión asegurar el perímetro desplegaron un grupo de comandos de montaña, paracaidistas y zapadores. En la noche del 29 de abril al 30, este grupo comando se unió ubicándose aguas arriba. Identificados los terroristas que estaban allí y estos últimos huyeron, se capturaron algunos terroristas vivos y muertos. Veinte terroristas fueron neutralizados. Además las fuerzas francesas se apoderan 20 bicicletas, 2 pastillas, armas, municiones, componentes de hardware y la caída en la fabricación de artefactos explosivos.
La operación Bayard forma parte de la fuerza de la operación Barkhane. La operación Panga tuvo lugar a principios de abril y se llevó a cabo con los puntos fuertes de Malí y Burkina Faso, apoyados en su acción por las fuerzas francesas.

## Aumento de los ataques de los grupos yihadistas en el Sahel
Según el think tank Africa Center for Strategic Studies (ACSS), el número de ataques obra de estos grupos pasó de tan solo tres en 2015, a doce en 2016, 29 en 2017 y 137 en 2018.

## Resultados de la operaciones militares
En 2016 la fuerza Barkhane eliminó a 150 terroristas y se apoderó de más de seis toneladas de municiones, explosivos y otros productos, se han llevado a cabo 125 operaciones militares. Cerca de 25.000 personas se beneficiaron de atención médica gratuita proporcionada. El ejército francés también proporcionó asistencia veterinaria gratuita a los agricultores. En 2015, Barkhane, que sucedió a la Operación Serval en los cinco países del Sahel, se llevaron a cabo aproximadamente 150 operaciones y destruyeron 16 toneladas de municiones. Además una asistente humanitaria francesa fue secuestrada.